# Terry McMillan
Terry McMillan (Port Huron, Michigan, 18 de octubre de 1951) es una escritora estadounidense, reconocida por incluir principalmente protagonistas femeninas en su obra.

## Carrera
El primer libro de McMillan, Mama, fue publicado en 1987. Insatisfecha con la promoción limitada por parte de su editorial, McMillian promocionó la novela escribiendo a miles de librerías, particularmente librerías afroamericanas, y el libro pronto vendió su primera impresión de 5000 copias. Logró la atención nacional en 1992 con su tercera novela, Waiting to Exhale. El libro permaneció en la lista de los más vendidos del New York Times durante muchos meses y en 1995 ya había vendido más de tres millones de copias. En 1995 la novela fue adaptada en una película dirigida por Forest Whitaker y protagonizada por Whitney Houston, Angela Bassett, Loretta Devine y Lela Rochon.
En 1998, otra de las novelas de McMillan, How Stella Got Her Groove Back, fue adaptada a una película protagonizada por Angela Bassett y Taye Diggs. La novela Disappearing Acts de McMillan se produjo posteriormente como un largometraje para televisión, protagonizado por Wesley Snipes y Sanaa Lathan y dirigido por Gina Prince-Bythewood.

## Obra
- Mama. Houghton Mifflin Harcourt. 1987. ISBN 978-0-547-52404-7.
- Disappearing Acts. Penguin Group US. 1989. ISBN 978-1-101-65772-0.
- Breaking Ice: An Anthology of Contemporary African-American Fiction. Penguin Books. 1990. ISBN 978-0140116977.
- Waiting To Exhale. Viking. 1992. ISBN 978-0-670-83980-3.
- How Stella Got Her Groove Back. Viking. 1996. ISBN 0451209141.
- A Day Late and a Dollar Short. Penguin Group US. 2001. ISBN 978-1-101-20938-7.
- It's OK if You're Clueless: and 23 More Tips for the College Bound. Viking Adult. 2006. ISBN 978-1419397332.
- The Interruption of Everything. Penguin Group US. 2006. ISBN 978-1-101-20981-3.
- Getting to Happy. Penguin Group US. 2010. ISBN 978-1-101-44294-4.
- Who Asked You? Viking, 2013. ISBN 978-0670-78569-8
- I Almost Forgot About You. Crown, New York. 2016. ISBN 978-1101-9025-78.